# Carol Emshwiller
Carol Emshwiller (Ann Arbor, Michigan, 12 d'abril de 1921 - Durham, Carolina del Nord, 2 de febrer de 2019) va ser una escriptora estatunidenca, coneguda pels seus contes d'avantguarda i novel·les de ciència-ficció; la seva novel·la més coneguda va ser The Mount. Va guanyar el premi Nebula i el premi Philip K. Dick.
Emshwiller va morir a casa de la seva filla als 97 anys.

## Altres webs
- Entrevista de ràdio de 2011 a The Bat Segundo Show